# 浜武村
浜武村（はまたけむら）は、福岡県三潴郡にあった村。現在の柳川市の一部。

## 地理
矢部川水系沖端川下流右岸の平野に位置していた。

## 歴史
- 1889年（明治22年）4月1日 - 町村制の施行により、三潴郡西浜武村、古賀村、南浜武村、吉原村が合併して村制施行し、浜武村が発足[1][2]。
- 1937年（昭和12年）1月1日 - 三潴郡久間田村と合併して昭代村を新設して廃止[1][2]。